# ゼッシュ・レーマン
ゼシャン“ゼッシュ”・レーマン（ذيشان رحمان, Zeshan "Zesh" Rehman, 1986年12月30日 - ）は、イギリス出身のパキスタン人元サッカー選手。現役時代のポジションはディフェンダー。プレミアリーグ史上初のパキスタン人選手。

## 経歴
U-17イングランド代表を経てパキスタン代表デビューを果たしたプレーヤー。元々はセンターハーフとしてプレーしていたが、センターバックへとコンバートされた。

## 所属クラブ
- フラムFC 2003-2006
  - →  ブライトン・アンド・ホーヴ・アルビオン 2003-2004 （期限付き移籍）
  - →  ノーウィッチ・シティ 2006 （期限付き移籍）
- クイーンズ・パーク・レンジャーズ 2006-2009
  - →  ブライトン・アンド・ホーヴ・アルビオン 2007-2008 （期限付き移籍）
  - →  ブラックプールFC 2008 （期限付き移籍）
  - →  ブラッドフォード・シティAFC 2009 （期限付き移籍）
- ブラッドフォード・シティAFC 2009-2010
- ムアントン・ユナイテッド 2011-2012
- 傑志 2012-2013
- パハンFA 2014-2016
- ジリンガムFC 2017
- 南区足球会 2017-2022